# Аргенос
Аргено́с (фр. Arguenos, окс. Arguenòs) — коммуна во Франции, находится в регионе Юг — Пиренеи. Департамент — Верхняя Гаронна. Входит в состав кантона Аспе. Округ коммуны — Сен-Годенс.
Код INSEE коммуны — 31014.

## География

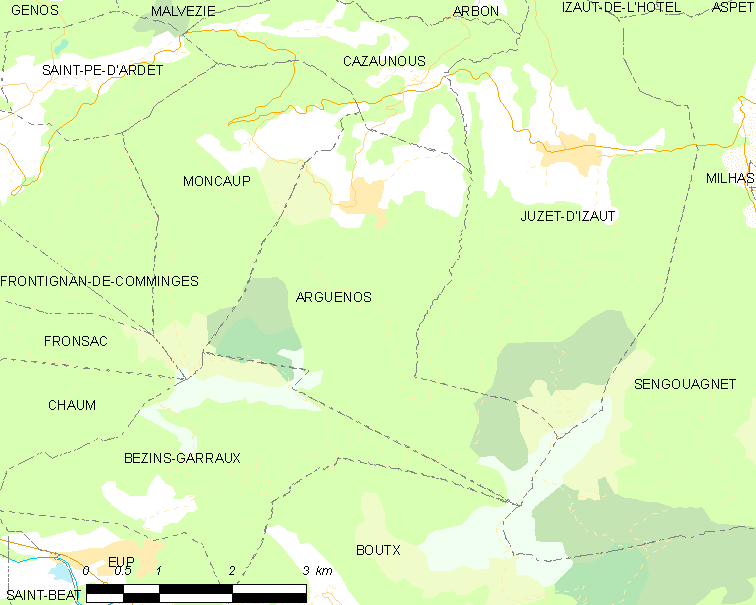
Карта коммуны

Коммуна расположена приблизительно в 670 км к югу от Парижа, в 95 км к юго-западу от Тулузы.
На востоке коммуны протекает река Жоб. Большую часть территории коммуны занимают леса.

## Климат
Климат умеренно-океанический. Зима мягкая и снежная, весна характеризуется сильными дождями и грозами, лето сухое и жаркое, осень солнечная. Преобладают сильные юго-восточные и северо-западные ветры.

## Население
Население коммуны на 2010 год составляло 53 человека.
| 1962 | 1968 | 1975 | 1982 | 1990 | 1999 | 2010 |
| ---- | ---- | ---- | ---- | ---- | ---- | ---- |
| 65   | 68   | 52   | 45   | 48   | 57   | 53   |

## Экономика
В 2010 году среди 30 человек трудоспособного возраста (15—64 лет) 17 были экономически активными, 13 — неактивными (показатель активности — 56,7 %, в 1999 году было 60,0 %). Из 17 активных жителей работали 17 человек (11 мужчин и 6 женщин), безработных не было. Среди 13 неактивных 0 человек были учениками или студентами, 10 — пенсионерами, 3 были неактивными по другим причинам.